# ذاكرة الطفولة
تُشير ذاكر الطفولة إلى الذكريات التي تشكلتّ أثناء مرحلة الطفولة. ومن بين وظائفها، أنها تسا
- عد في توجيه السلوك الحالي والتأثير في الشخصية والتنبؤ بالنتائج المستقبلية. تختلف الذاكرة في مرحلة الطفولة نوعيًا وكميًا عن الذكريات التي تم تكوينها واسترجاعه

ا في أواخر مرحلة المراهقة وسنوات البلوغ. تعتبر أبحاث ذاكرة الطفولة حديثة نسبيًا فيما يتعلق بدراسة الأنواع الأخرى من العمليات المعرفية التي يقوم عليها السلوك. ولهذا إن فهم الآليات التي يتم بها [[:en:Encoding_٨ المدرسية والبيئة الأسرية على الذاكرة، والطرق التي يمكن بها تحسين الذاكرة في مرحلة الطفولة لتحسين الإدراك الكلي، والأداء في المدرسة، والرفاه، سواء في مرحلة الطفولة أو في مرحلة البلوغ.
Childhood memories have several unique qualities. The experimental psychologist and cognitive neuroscientist Endel Tulving refers to memory as “mental time travel”, a process unique to humans. However, early memories are notoriously sparse from the perspective of an adult trying to recall his or her childhood in depth. Explicit knowledge of the world is a form of declarative memory, which can be broken down further into semantic memory, and episodic memory, which encompasses both autobiographical memory and event memory. Most people have no memory prior to three years of age, and few memories between three and six years of age, as verified by analysis of the forgetting curve in adults recalling childhood memories.

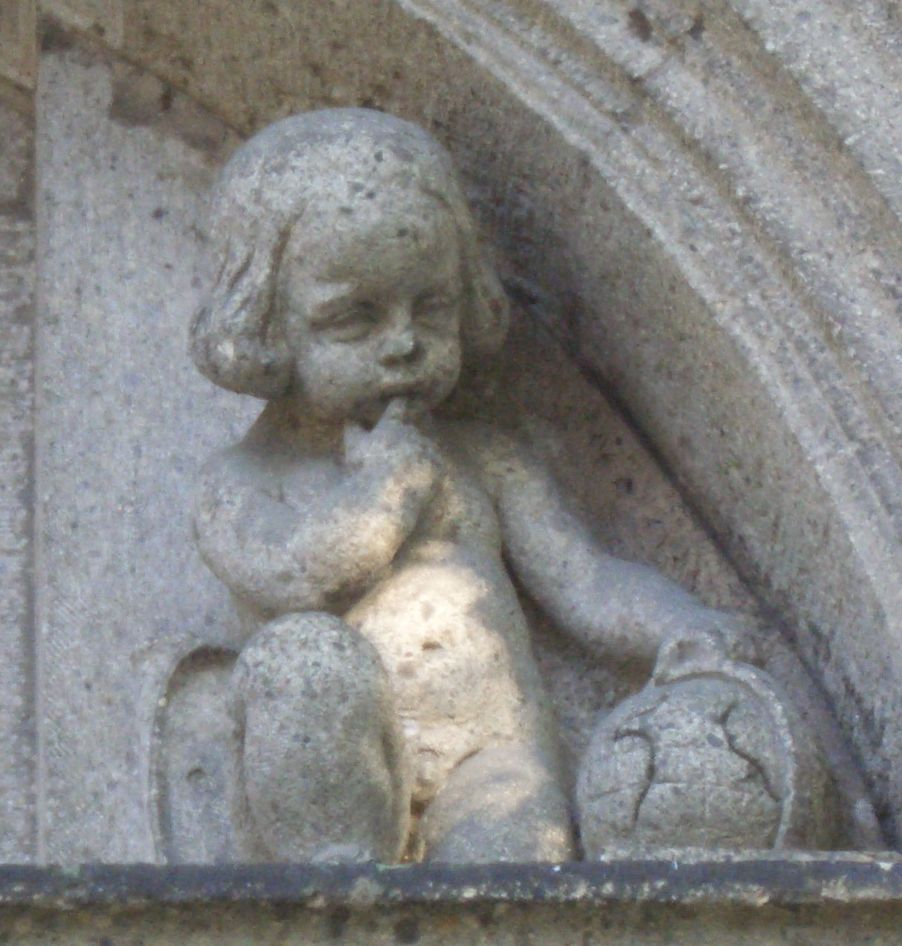
المنحوتة حوالي عام 1910. توجد عند مدخل بولسين-جيمانيزيوم، برلين-شتجليتز.

## تطور الذاكرة في مرحلة الطفولة
ذكريات الطفولة لها العديد من الصفات الفريدة. يشير عالم النفس التجريبي وعالم الأعصاب الإدراكي إنديل تولفينغ إلى الذاكرة على أنها «وقت سفر العقل»، وهي عملية فريدة من نوعها بالنسبة للبشر. ومع ذلك، فإن الذكريات المبكرة متفرقة بشكل كبير من منظور شخص بالغ يحاول أن يتذكر طفولته بعمق. إن المعرفة الواضحة عن العالم هي شكل من أشكال الذاكرة التقريرية، والتي يمكن تقسيمها إلى ذاكرة دلالية، وذاكرة تسلسلية، والتي تشمل كلاً من الذاكرة الذاتية وذاكرة الأحداث. ومعظم الناس ليس لديهم ذاكرة قبل ثلاث سنوات من العمر، وعدد قليل من الذكريات بين سن الثالثة والسادسة، كما تم التحقق من تحليل منحنى النسيان لدى البالغين الذين يتذكرون ذكريات الطفولة.[بحاجة لمصدر]
تعد أبحاث ذاكرة الطفولة حديثة نسبيًا، حيث اكتسبت قدرًا كبيرًا من الاهتمام العلمي خلال العقدين الماضيين.وقد اقتُرحت عدة فرضيات لشرح الآليات التي تقوم عليها ذاكرة الطفولة. وحتى في وقت قريب نسبيًا، كان يُعتقد أن الأطفال لديهم ذاكرة عامة للغاية، وأنها تمنع «آليات الكتابة» من استعادة الذكريات في وقت مبكر.وتشير الأبحاث الحديثة إلى أن الأطفال الصغار جدًا يستطيعون تذكر أحداثًا جديدة، ويمكن استرجاع هذه الأحداث بالتفصيل من عمر لا يقل عن عامين ونصف.تفترض الأبحاث السابقة أن الأطفال يتذكرون أجزاء من المعلومات من أحداث محددة ولكنهم عمومًا لا يحتفظون بذكريات تسلسلية. خلافًا للأبحاث السابقة، أظهرت الأبحاث أن الأطفال يمكنهم تذكر ذكريات تسلسلية محددة لمدة تصل إلى سنتين قبل بداية أول ذكريات السيرة الذاتية التي ذكرها البالغون.ويتعارض البحث مع نظرية فرويد أنه يتم كبت الذكريات المبكرة بسبب المحتوى العاطفي السلبي.
وهناك فرضية قديمة أخرى طُرحت كموضع تساؤل، وهي فرضية علماء النفس البارزين دانييل شاكتر (1974) وأولريك نيسير (1962)، الذين افترضوا أن الذكريات قد نُسيت لأن المخططات المعرفية تتغير بين مرحلة الطفولة ومرحلة البلوغ، مما يعني فقدان المعلومات؛ لأن هذه الذكريات ليست مناسبة لمخططات الكبار، وتتغير المخططات بشكل جذري حول سن السادسة؛ بسبب التنشئة الاجتماعية وتطوير اللغة.ومع ذلك، كما أوضحت كاثرين نيلسون، فقد تلقت هذه النظرية انتقادات. وتشير البيانات الحديثة إلى أن مخططات مرحلة ما قبل المدرسة لا تختلف بشكل كبير عن مخططات الأطفال الأكبر سنًا أو الكبار، وهذا يعني أن طرق تمثيل وتفسير الواقع لا تتغير بشكل ملحوظ من مرحلة الطفولة إلى مرحلة البلوغ. وتظهر اختبارات الأطفال الصغار والبالغين أنه في جميع الفئات العمرية، يُظهر استدعاء الذاكرة نفس نموذج السبب والتأثير التسلسلي. وأحد التفسيرات هو أن ذكريات الطفولة تختلف عن ذكريات البالغين في المقام الأول فيما هو ملاحظ: يعانيان شخص بالغ وطفل من حدث ويلاحظان كلاهما جوانب مختلفة للحدث، وكلاهما سيكون لهم ذكريات مختلفة عن الحدث نفسه. على سبيل المثال، قد لا يُظهر الطفل ذاكرة رائعة للأحداث التي قد يراها شخص بالغ رائعة، مثل ولادة أحد الأخوة، أو رحلة على متن طائرة لزيارة الأقارب، وعلى العكس من ذلك، يظهر الأطفال ذكريات أقوى لجوانب من التجارب التي يجدها البالغون غير ملحوظة. لذلك، قد تكون فرضية التنظيم التخطيطي لفقدان الذاكرة في مرحلة الطفولة غير كافية لشرح ما يتم تذكره واسترجاعه لاحقًا.

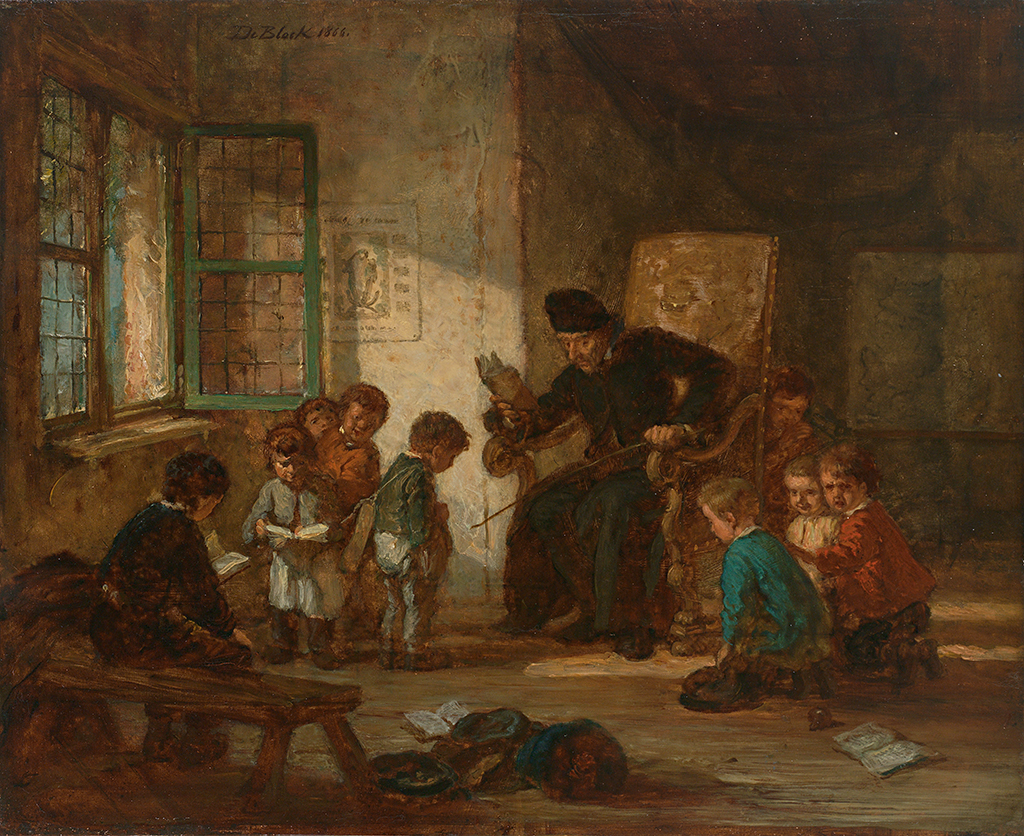
تلاميذ في الرسم البلجيكي لأوجين فرانسوا دي بلوك، 1866.

اكتسبت نظرية أخرى اهتمامًا وهي حول نموذج التفاعل الاجتماعي لتطور الذاكرة الذاتية، أو قدرة التفاعل الاجتماعي في التأثير على استذكار أحداث معينة في إطار سردي. ويصف نموذج التفاعل الاجتماعي الطريقة التي يطور بها الطفل القدرة على بناء الذكريات كالمحادثات، ويعني ذلك عندما يكون لدى الطفل الفرصة للحديث عن الأحداث مع الآخرين، مثل الوالدين. وأسلوب تعامل الآباء هو ذو صلة وثيقة بهذه النظرية. على سبيل المثال، سيطرح الآباء المختلفون أعدادًا مختلفة من الأسئلة ذات الصلة بالذاكرة، وسيحاولون استحضار أنواع مختلفة من الذاكرة، وسوف يضعون إطارًا للمناقشات بطرق مختلفة. يصف نيلسون (1992) أسلوبين مختلفين للآباء: عملي وتفصيلي. تستخدم الأمهات الأسلوب العملي في المقام الأول وهو يقوم على تعليمات أساسية ذات صلة بمهمة يقوم بها الطفل، بينما الأمهات ذات الأسلوب التفصيلي يقوم أسلوبهم على الحديث مع الطفل حول ما فعلنه معاً. ينتج عن الأسلوب التفصيلي ذكريات أكثر تفصيلاً للأحداث. كما أشار نفس الباحث الذي وجد هذه النتائج أيضًا إلى دراسات تيسلر (1991,1986) لذاكرة الأحداث في الطفولة. وفي هذه الدراسات، تم أخذ الأطفال في رحلة إلى متحف. بعد أسبوع من الرحلة، تم استرجاع جوانب الرحلة والعناصر التي شوهدت والتي تم الحديث عنها أثناء الرحلة في المتحف. ولم يتم وقتها استرجاع العناصر التي لم يتم الحديث عنها.
وعلى الرغم من أن الفرضيات السابقة قد أشارت أن دور الاستعادة النشطة للذاكرة، إلا أن الأبحاث الحديثة تشير إلى أن دورها قد يتلاشى ويعود إلى وضعها السابق. وفي سياق دراسة ذاكرة الرضيع، يمكن إعادة استجابة السلوك المكتسب بكفاءة (مثال: اللعب باستخدام الهاتف المحمول) قد تنسى هذا السلوك إلا إذا ما تم إعادة عرض السياق في غضون فترة زمنية معينة. ومن هذا المعنى، فإن عملية التدريب اللفظي على الأحداث بين طفل وأحد أفراد الأسرة قد يساعد على إعادة تذكر السياق المعرفي للحدث الأصلي.

## التذكر
ترتبط أنواع ذكريات الطفولة التي يتذكرها البالغون بشخصية معينة. وفي بحث بشأن الذكريات حول كلاً من الأطفال والبالغين، وجُد أن ذكريات الطفولة لديهم ليست راسخة. ومع ذلك، تم توجيه اهتمام كبير لتقييم صحة الاستراتيجيات التي يمكن استخدامها لتذكر الذكريات المبكرة، خصوصًا في المواقف التي تكون في دقة التذكر حاسمة. يدعي بعض الأشخاص أن لديهم ذكريات حية في سن مبكر جدًا، بينما يدعي البعض الآخر أنهم يتذكرون أحداث الحياة من سن الخامسة تقريبًا. تشمل العوامل المتغيرة التي تؤثر على مرحلة ذاكرة الطفولة الأولى البيئات الأسرية المبكرة. وأحد هذه العوامل هو أسلوب ذكريات الأمهات. وهناك تحسن طويل الأمد في الذاكرة الذاتية لدى الأطفال الذين استخدمت أمهاتهم أسلوبًا تفصيليًا في الحديث بعد تجربة حدث مع طفل.[بحاجة لمصدر] تتحسن شكل الذاكرة الذاتية مع تقدم العمر بجانب المعرفة الدلالية للعالم والقدرة على بناء سرد حياة متماسك، لكن العمر والجنس قد يؤثران على القدرة على تذكر الذكريات المبكرة. كشفت إحدى الدراسات إلى أن أداء المراهقين والإناث الأكبر سنًا أفضل في كل من الذاكرة الذاتية التسلسلية وذاكرة الأحداث اليومية، وذلك لإن الإناث عادة ما يحتفظون بذكريات عاطفية وصادقة وحيوية وتفصيلية، لكنّ ظروف دعم الاسترجاع العالية (أسئلة الاستقصاء) كانت سببًا في تقليص هذا الفارق بين الجنسين.[بحاجة لمصدر]
تُعتبر دقة ذكريات الطفولة التي تم استرجاعها في مرحلة البلوغ موضوع بحث ومناقشة مستفيضة. وتوجد خلافات حول صحة الذكريات المسترجعة، وخاصة في سياق إساءة معاملة الأطفال أو الصدمات، على سبيل المثال النقاش العفوي للذكريات المُحزنة التي تم نسيانها مُسبقًا بسبب السيطرة المثبطة. ويمكن استرجاع الذكريات الكاذبة لأن الذاكرة تعد عملية ترميمية. وقد تحدث أخطاء حتى مع استرجاع الذكريات الأصلية وذلك عندما يحاول الشخص البالغ إلى استنتاج التفاصيل المفقودة للحدث، أو إذا كانت إشارات الإعطاء للاسترجاع ليست كافية، أو يتذكر تفاصيل ليست واضحة بسبب قوة الاقتراح للتذكر من المعالج.[بحاجة لمصدر] تلعب دور القدرات المعرفية، والشخصية، والتفاعلات مع المعالج، والاختلافات الجينية دورًا في أنواع الذكريات التي يتذكرها البالغون ومدى وضوح ودقة هذه الذكريات.[بحاجة لمصدر]

## علم الأعصاب
تتضمن مهام استرجاع الذاكرة المختلفة آليات معرفية مختلفة. وفقًا لنظرية التلقي المزدوج، يمكن دراسة التعرف على محفز الذاكرة من خلال آليتين إدراكيتين وهم: التذكر والتعرف. عملية التعرف خالية من السياق، أو بشكل أوضح تعتبر مستقلة عن السياق الذي تم فيه تشفير الحافز. وتتعلق عملية التعرف بما إذا كان الشخص «يعرف» أنه قد واجه حافزًا سابقًا. تعتمد عملية التعرف على السياق في التفاصيل العرضية لتشفير الذاكرة المستهدفة، وترتبط بالشعور المعرفي «بتذكر» شيء ما.  داخل الفص الصدغي الإنسي، تميل عملية التعرف إلى أن تكون مرتبطة بالمنطقة المحيطة بالكرة الشرجية بينما ترتبط عملية التذكر بالحُصين. وتشمل المناطق القشرية المتعلقة بالذكريات الواعية الفصوص الأمامية (مشاعر «السفر عبر الزمن» وفقًا للعالم النفساني تولفينج)، في حين أن المشاعر اللاواعية لـ «المعرفة» قد تكون موجودة في مكان آخر. وظهر بالفعل تفكك للذكريات في عملية التذكر مقابل عملية التعرف لدى الأطفال الذين تتراوح أعمارهم بين 7-8 سنوات وهم يكبرون إلى سن المراهقة.[بحاجة لمصدر]

### عمليات التعرف

#### قشرة الفص الجبهي الجانبي، القشرة الجدارية العلوية
قد تم ملاحظة مساهمة عمل القشرة الأمامية الجبهية الجانية في الذاكرة العاملة لدى البالغين. وأيضًا، يتم تنشيط القشرة الجدارية العليا للعناصر الفردية التي تمتّ مواجهتها سابقًا. ومع ذلك، فقد أثبت مؤخرًا أن الفص الجبهي الجانبي الأمامي (LPFC) نشط بالفعل على الأطفال الذين تتراوح أعمارهم ما بين 5 و6 سنوات.[بحاجة لمصدر] ولا يزال من غير المعروف إذا ما كان الفص الجبهي الجانبي الأمامي (LPFC) نشطًا على الأطفال قبل سن الدراسة أثناء مهام الذاكرة العاملة.

### العمليات الاستذكارية

#### قشرة الفص الجبهي الإنسي الأمامي، المناطق الجدارية/ الصدغية الجانبية، الحصين
وفقًا لدراسة أُجريت لريجينز (Riggins) وآخرون (2009)، تدعم الملاحظات الزيادات المُرتبطة بالسن في الذكريات السياقية. ويرتبط ذلك بنضوج هياكل الفص الجبهي والاتصال بين قشرة الفص الجبهي والفص الصدغي الإنسي. ترتبط عملية ذاكرة الاسترجاع لتفاصيل الأشياء الفردية بالنشاط المتزايد في القشرة الأمامية الإنسية الأمامية والمناطق الجدارية/ الصدغية الجانبية. ويتضمن تذكر التفاصيل حسب الترتيب الزمني للأحداث، وقد أثبت أن ذلك يتحسن مع تقدم العمر حتى سن الثالثة والرابعة.

### تفكك الذكرى في عملية التذكر وعملية التعرف
يُظهر تقييم نمو ذاكرة الطفولة اختلافًا للتعرف على الأشياء الفردية مقابل تذكر التفاصيل المُرتبطة مع هذه الأشياء. تميل سير عملية التعرف إلى أن تكون أكثر استقرارًا، بينما تستمر عملية التذكر في التقدم إلى مرحلة المراهقة. وتشمل الأساليب المستخدمة لتقييم هذه العمليات التدابير السلوكية، وكذلك الفيزيولوجيّة الكهربيّة الاحتمالات المتعلقة بالأحداث (ERP).

## أثر البيئة المدرسية
يؤدي فهم كيفية عمل وظائف الذاكرة لدى الأطفال والمراهقين إلى استراتيجيات تدريس أكثر فعالية في الفصول الدراسية. وتعتبر مهارات الأداء التنفيذي هي المهارات المعرفية التي يمكن أن يمارسها الطفل أو المراهق على العمليات المعرفية الأخرى لتوجيه الانتباه وتحقيق الأهداف. وتعرف الذاكرة العاملة بأنها مجموعة فرعية من الأداء التنفيذي. نادرًا ما يتم تدريس مهارات الأداء التنفيذي في الفصول الدراسية على الرغم من أهمية الأداء التنفيذي للإنجاز الأكاديمي، وربما يكون أكثر أهمية من قياس معدل نسبة الذكاء أو تدريس مهارات الرياضيات للمبتدئين أو تدريس مهارات القراءة.[بحاجة لمصدر] غالبًا ما يصف معلمو رياض الأطفال بأن الانضباط الذاتي والتحكم الانتباهي لدى الأطفال أكثر قيمة وأهمية في بيئة التعلم من معرفة المواد الدراسية. ويمكن للذاكرة العاملة (الاحتفاظ بالمعلومات ومعالجتها ذهنيًا) وللسيطرة المثبطة (القدرة على مقاومة الانحرافات) من خلال توقع نتائج الرياضيات والقدرة على القراءة من مرحلة ما قبل المدرسة حتى مرحلة الثانوية. ويفتقر العديد من الأطفال إلى مهارات الأداء التنفيذي. نظرًا لأن المدرسين نادرًا ما يتلقون تعليمات حول كيفية تحسين مهارات الأداء التنفيذي للأطفال، وفي هذه الحالة كثيرًا ما يتم استبعاد الأطفال في سن ما قبل المدرسة بسبب ضعف التحكم في النفس. وتشمل المشاكل المرتبطة بذلك اضطراب نقص الانتباه مع فرط النشاط، والاحتراق النفسي للمعلمين، ومعدلات التسرب بين الطلاب، وزيادة معدلات تعاطي المخدرات والجرائم، خاصة لدى الأطفال من الأسر ذات الدخل المنخفض.
إحدى طرق التخفيف من مشاكل التحكم التنفيذي هي تغيير بيئة التعلم من خلال تنفيذ فصول أصغر حجمًا، أو إعداد أماكن للاسترخاء؛ مما سيؤدي إلى تحسين أداء الذاكرة العاملة.[بحاجة لمصدر] وتوجد طريقة أخرى وهي تعزيز اللعب بوصفه نشاطًا أساسيًا، وليس نشاطًا تافهًا لا جدوى منه. ووجد بعض الباحثين أن اللعب الدرامي الناضج يعزز الوظيفة التنفيذية. ووجد نفس الباحثين بأن كلما كانت المهمة تعتمد على الأداء التنفيذي، كلما كان ارتباطها الإيجابي بالإنجاز أكبر. وتستند الطريقة الثالثة على سلسلة من الدراسات في 2005-2004 (Klingberg et al.) والتي أظهرت تحسنًا ملحوظًا على الأطفال الذين يعانون من عجز في الذاكرة العاملة، وكان نتيجة ذلك؛ استخدام أساليب للتدريب عن طريق ألعاب الكمبيوتر.[بحاجة لمصدر] وتنوه الدراسات على أهمية استخدام أساليب تدريبة للذاكرة العاملة تتضمن أنشطة ينجذب إليها الأطفال تلقائيًا.تحسين الأداء المدرسي عن طريق تحسين الذاكرة من خلال الأنشطة الطبيعية يعمل على تقليل معدلات التسرب بشكل كبير، ويساعد على توفير المال لأجل المناطق التعليمية.

## تطور الذاكرة
تم تطوير تقنيات لتحسين الذاكرة من خلال التركيز على التجارب الداخلية والخارجية عند حدوثها في الوقت الحاضر.[بحاجة لمصدر] وقد تم استخدام هذا في مجال الرعاية الصحية لمساعدة الأفراد على التغلب على حالات القلق والمشاكل الأخرى التي تتداخل مع استرجاع الذاكرة لدى البالغين. وقد أدى النجاح في هذا المجال إلى دفع الباحثين إلى اقتراح اليقظة الذهنية كأداة للعمل مع الأطفال. وتعد تقنية الاسترخاء واحدة من الطرق الرائعة لتقليل تدفق الأفكار المُقلقة أو الأفكار غير المنضبطة. قد يُظهر على الأطفال أعراضًا منخفضة لاضطراب نقص الانتباه مع فرط النشاط (ADHD) واضطراب السلوك العدواني إلى جانب تحسين الذاكرة في الفصول الدراسية والأوساط الرياضية. وينبغي الحذر حول الأسلوب الذي نتبعه؛ لأن بعض الأطفال قد لا يشعرون بالراحة تجاه أسلوب التأمل. وأيضًا قد تكون الفصول الصغيرة وسيلة لتحسين الذاكرة عن طريق تقليل الضغط.

### ذاكرة طويلة المدى

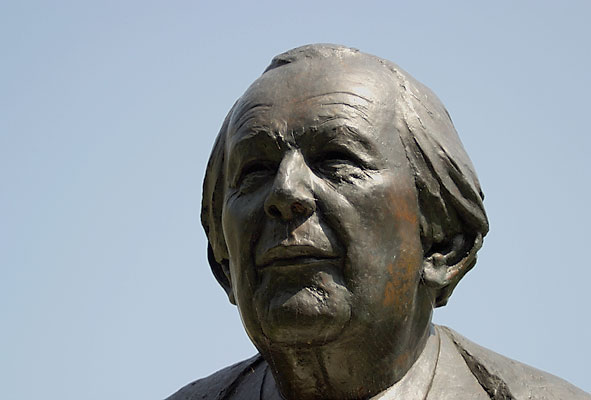
جان بياجيه

#### مهمة التدريب العملي لتحسين الذاكرة على المدى البعيد
يعتقد عالم النفس السويسري التنموي الشهير بياجيه أن الذاكرة والذكاء مرتبطتان ببعضهم البعض.[بحاجة لمصدر] وفي نظرية العالم بياجيه للتطور المعرفي بأن الذكاء العملي هو الإطار المفاهيمي لفهم الطفل للعالم، ويتغير مفهوم هذا الإطار مع تعلم الطفل. اقترحا العالمان بياجيه وانهيلدير (1973) رابطًا بين الذكاء العملي والذاكرة، وبالتحديد قدرة الطفل على تذكر حدث أو صورة بدقة تتوافق مع مستوى عمل ذاكرة الطفل. وأظهرت الدراسات السابقة تحسنًا طفيفًا في تطوير عمليات التذكر من خلال التدريب. ومع ذلك، أشارت إحدى الدراسات إلى أوجه القصور في تصميمات الاختبار القديمة. وصممتّ الدراسة باستخدام مفهوم عملي «العمودي»، ويتمثل في قدرة الطفل على تمثيل الخطوط العمودية الصحيحة بدقة، على سبيل المثال، رسم مدخنة متعامدة على سقف مائل أو بشكل عمودي على الأرض. ويعد المفهوم العمودي اختبار لقدرة الطفل على فهم وتمثيل البيئة الثلاثية الأبعاد. ومن خلال ذلك قدم للأطفال مصفوفة أو تصميم شُكلت بواسطة العصي. وأعاد الأطفال استنساخ النمط بشكل دقيق بعد فترة زمنية طويلة دامت (6 أشهر) ثم أعادوا ذلك بعد فترة أقصر في غضون (أسبوع). وقد أدى هذا إلى إجراء بحث لمعرفة ما إذا كان تدريب هذه المهارات العملية يمكن أن يحسن ويساعد الذاكرة على المدى البعيد.
وكانت النتائج التي كتبها ليبين وآخرون غير مقنعة؛ وذلك بسبب تصميم الاختبار. وقد أدى العرض الأولي لمحفز الذاكرة إلى تحسين أداء عملية التذكر بعد أشهر، وربما عرض مجموعة العصي؛ قد دفع الأطفال إلى إيلاء المزيد من الاهتمام للخطوط العمودية في بيئتهم بعد مغادرة غرفة الاختبار. ومع ذلك، قد يكون حدث استرجاع للذاكرة أثناء مراحل مختلفة من الاختبار، ولكن ليس بالضرورة أن تكون فترة الاسترجاع نفسها على المدى البعيد. بالإضافة إلى ذلك، قد لا يكون تحسين الذاكرة معممًا على الأطفال الذين لم يمروا بمرحلة انتقالية لتطوير المفاهيم العملية. ومع ذلك، كانت الاستجابة للاسترجاع من الذاكرة غير متوقعًا، وقد تضفي المصداقية على فكرة بأن يمكن تسهيل تطور عمليات التذكر من خلال تقديم حافز يمكن للطفل تعميمه على بيئته.

### ذاكرة قصيرة المدى

#### تعمل إشارات الذاكرة المعتمدة على السياق على تحسين التعلم

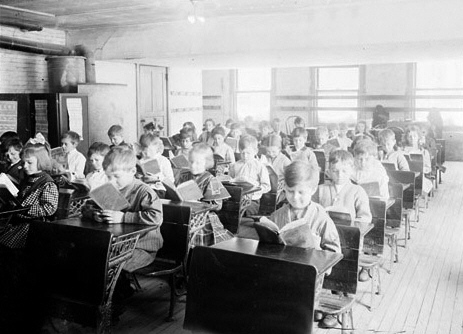
يقرؤون الأطفال في مكاتب في فصل دراسي في "مدرسة روبرت إيميت" في عام 1911. كانت تقع المدرسة في 5500 شارع ويست ماديسون في منطقة مجتمع أوستن في شيكاغو ، إلينوي

ترتبط العواطف بالذاكرة. ويرتبط تأثير بيئة التعلم بكل من مبدأ نوعية الترميز والاهتمام لمواد الاختبار. وتساعد البيئة المدرسية المريحة من تحسن الذاكرة والأداء في الاختبارات. كما افترض إستربروك (1959)،[بحاجة لمصدر] يمكن للعاطفة أن تؤثر سلبيًا على الانتباه تجاه إشارات الاسترجاع. ويمكن قضاء جلسات الاسترخاء بالاستماع للموسيقى واستنشاق الروائح الطيبة، حيث أدى ذلك إلى تحفيز الذكريات وانبعاث إشارات لذاكرة الاسترجاع اللاإرادي في كل من مهام التذكر الحر والتعرف. واستخدم في تجربته التي أجراها H.J Cassaday خصيصًا روائح الليمون والخزامى لتحفيز بيئة تعليمية هادئة، وأعيد لاحقًا استخدامها في مهام الاسترجاع. وأيضًا، أظهرت الاختبارات أن إشارتين من الاسترجاع تبدو أكثر فعالية من إشارة واحدة، وفي اختبار أجراه Cassaday يركز على الظروف البيئية المريحة مثل الغرف الصغيرة ورائحة اللافندر. وقد اختار هذا بعناية مع عنصر إضافي (الموسيقى الكلاسيكية المرتبطة بالتجمع المدرسي). استخدمت هذه الدراسة على أكثر من حالة تلميح (التذكير المٌلقن) لأن الذاكرة متعددة التصوير وتعتمد على السياق.وتعد حالة المزج وسيلة للتذكر. ويمكن للأطفال الاستفادة من بيئات التعلم المتسقة التي تدعم الحالات الأقل قلقًا لتشفير واسترجاع مواد الاختبار. كما لوحظ أن حالات التشفير المتبوعة بحالات الاسترخاء أدت إلى تحسين أداء الاسترجاع مقارنة بالظروف المحايدة الأخرى. وهذا يشير إلى أن الظروف المحايدة تقدم إشارات سياقية غير كافية للذاكرة وللاسترجاع.

### الذاكرة اللفظية

#### التدريب بالموسيقى لتحسين الذاكرة اللفظية
يساعد التدريب بالموسيقى في تحسين الأداء العقلي وعمل الذاكرة في بعض المجالات لدى الأطفال والبالغين.[بحاجة لمصدر] وقد نشر أن التدريب بالموسيقى يمكن أن يحسن الأداء العقلي والذاكرة ويمكن أن يلاحظ ذلك على الأطفال والبالغين. وقد توثقت الآثار في دراسة قارنت تأثيرات الموسيقى على الذاكرة اللفظية والذاكرة البصرية. وأظهرت النتائج عدم وجود تحسن في الذاكرة البصرية، ولكن لوحظ تحسن ملموس في الذاكرة اللفظية. وعلى الرغم من أن النتائج أظهرت عدم وجود أي تحسن في الذاكرة البصرية بعكس الذاكرة اللفظية.وجد أن التدريب بالموسيقى لمدة عام كامل حسّن من أداء الذاكرة اللفظية. وينتج عن التدريب على أداة زيادة تطوير الفص الصدغي الأيسر، والذي يرتبط بالمعالجة اللفظية. ويوجه هذا النوع المستخدم من المرونة العصبية إلى تطوير المشابك العصبية وهياكل الدماغ لدى الأطفال.

### الذاكرة العاملة

#### القيام بالتمارين تحسن الذاكرة العاملة
أظهرت دراسة أجريت على أطفال المدارس في ألمانيا بأن القيام بالتمارين بشكل منتظم يمكن أن يحسن من الذاكرة العاملة. ومن تلك الناحية، استفاد معظم الأطفال الذين لديهم مشاكل في التعليم سابقًا.[بحاجة لمصدر]وأظهرت إحدى دراسات تصوير الأعصاب وجود علاقة بين اللياقة البدنية، وحجم الحصين، وبعض أنواع مهام الذاكرة.[بحاجة لمصدر] وأثبتت الدراسة أن الأطفال الذين يتمتعون بمستوى عالي من اللياقة البدنية لديهم حصين أكبر وأداء أفضل في مهمة الذاكرة الترابطية. ووجدت دراسة أخرى أن التمرين يحسن الذاكرة العاملة لدى المراهقين ذوي الأداء المنخفض.[بحاجة لمصدر] وفقًا لنموذج باديلي للذاكرة العاملة، تتضمن الذاكرة العاملة مصادر متعددة للمعلومات لتوجيه السلوك. تتطلب الذاكرة الإجرائية مشاركة المنفذ المركزي للذاكرة العاملة في اتباع التعليمات اللفظية مع الوعي التام بالتعليمات البصرية للبيئة المحيطة، وعدم الاستجابة لمصادر الإلهاء. وفي إحدى الدراسات تبين أن المشاركة في الرياضة يساعد في تحسين الذاكرة العاملة، وذلك من خلال التنشيط المشترك للأنظمة الحركية والإدراكية، وتحديدًا المخيخ والقشرة الأمامية الجبهية الجانبية. وترتبط المهارات الحركية المحسنة بزيادة النشاط بالمخيخ، مما يعزز الذاكرة وبالتالي يعزز الإدراك.

### أنشطة التدريب المعززة للذاكرة
بحثت دراسة عن أنشطة القراءة فرضيتين متعارضتين حول فوائد القراءة في سياق القراءة مع عدم تكرار للقراءة أو المناقشة، أو في حالة سياق يستند لتكرار القراءة والأحداث القائمة على النقاش، وهذا الأسلوب عادة ما يحدث مع العائلة.[بحاجة لمصدر] يعتقد المعلمون عمومًا أن تكرار القراءة أمر أساسي للتعلم. ومع ذلك، فإن بدون عملية التكرار اللفظي، لا يتم تنشيط مناطق معينة في الدماغ للتذكر.وتشمل تلك المناطق الحُصين، وبشكل كبير اللوزة. وتحديدًا اللوزة القاعدية الجانبية لها صلة أساسية بالعاطفة. ويعتقد أنها تلعب دورًا في تعزيز الذاكرة من خلال تحفيز عاطفي أثناء القراءة بالتكرار.وبالإضافة إلى ذلك، فإن منطقة CA3 من الحُصين «تعيد» عرض الأحداث من خلال عملية التكرار، مما يحسن ذاكرة طويلة المدى. ويمكن تصنيف مناقشة ومراجعة التوصيفات السردية كشكل من أشكال الإثراء البيئي الذي يساعد في بقاء الخلايا الحبيبية والخلايا الدبقية مع تطور الحُصين.وأخيرًا، يعد استخدام الصور تقنية تفصيلية تعزز التمثيل البصري العقلي كنوع من الاسترجاع لاحقًا. وأظهرت الاختبارات ذاكرة محسنة في البيئات الغنية بسرد القصص.

## الذاكرة في مرحلة المراهقة
يمكن دراسة الذاكرة الاستباقية كنظام ذاكرة يظهر تغيرات جذرية في مرحلة المراهقة. وتعد الذاكرة الاستباقية شكل من أشكال الذاكرة المسترجعة، وتضع الذاكرة الاستباقية متطلبات ثقيلة على مناطق الدماغ الأمامية، والتي تعد أيضًا ذاكرة تتطور بشكل كامل في الإنسان. تتضمن الذاكرة الاستباقية التذكر للقيام بفعل معين في المستقبل. على الرغم من أن الذاكرة الاستباقية قد تكون مفقودة في مرحلة ما قبل الدراسة، إلا أنها تبدأ بالتطور وتستمر في التطور بعد مرحلة ما قبل الدراسة.[بحاجة لمصدر]تتطور الذاكرة الاستباقية القائمة على الوقت بين سن السابعة والثانية عشر، حيث يستخدم الأطفال تذكيرات خارجية أكثر كفاءة. بالمقارنة مع أنوع تطوير الذاكرة الأخرى، تتطلب الذاكرة الاستباقية القائمة على الوقت مهارات تنفيذية أكبر، مما يؤدي ذلك إلى إتقانها في سن متأخر حيث تصبح الشبكات العصبية أكثر تعقيدًا. وتزداد تدفقات المدخلات العصبية من الفص الأمامي عندما يصل الطفل إلى سن المراهقة وتستمر حتى سن البلوغ.
تعتبر الذاكرة الاستباقية المسؤولة عن التخطيط، والتثبيط، والتوقع، واتخاذ الإجراءات، ومراقبة النفس. ويؤدي ذلك إلى استرجاع أكثر نجاحًا لمصادر المعلومات.غالبًا يتم دراستها باستخدام نموذج مزدوج المهام حيث يعمل المشاركون في مهمة مستمرة بينما يتذكرون التصرف عندما تراودهم التلميحات. فحصت إحدى الدراسات الاختلافات العمرية في الذاكرة الاستباقية القائمة على الحدث. وتم تكليف المشاركين بمهمتين: مهمة تتضمن مسائل رياضية واستبيانًا شخصيًا، ومهمة تتطلب من المشاركين الإجابة كلما راودهم تلميحًا ما. أظهر البالغين أداًء محسنًا للذاكرة، وذلك لأن الوظائف التنفيذية مرتبطة بقشرة الفص الجبهي. لا تنتهي فترة نمو قشرة الفص الجبهي حتى العقد الثاني من العمر. وهناك حاجة ماسة للبحث لتحديد طبيعة التفاعلات المعقدة بين هرمونات النمو والمتغيرات مثل البيئة الاجتماعية، وتطور الذاكرة حين يصل التطور العصبي إلى ذروته.